# جرج آی. فوجیموتو
جرج آی. فوجیموتو (انگلیسی: George I. Fujimoto؛ زادهٔ ۱ ژوئیهٔ ۱۹۲۰) یک شیمیدان ژاپنی الاصل اهل ایالات متحده آمریکا است. شهرت وی بیشتر به دلیل کشف و معرفی واکنش واکنش فوجیموتو–بلو در شیمی آلی است.